# Estructura de los ácidos nucleicos

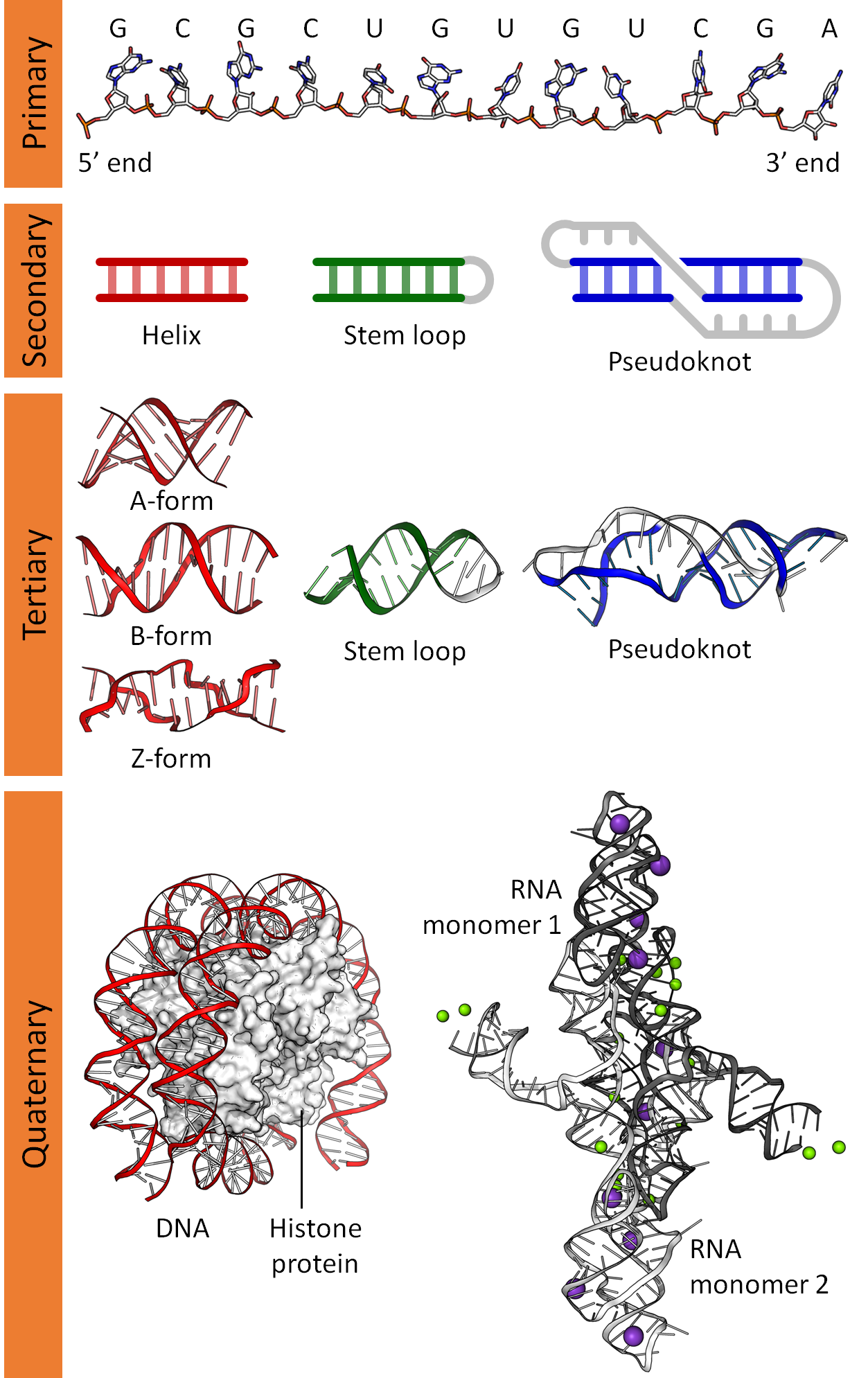
Representaciones de estructuras primarias, secundarias terciarias y cuaternarias de los ácidos nucleicos. Se muestran helices de ADN y ejemploes de la ribozima VS, la telomerasa y un nucleosoma.

La estructura de los ácidos nucleicos se refiere a la disposición tridimensional de los átomos de los ácidos nucleicos. Existen dos tipos principales, el ADN y el ARN; ambos son polímeros de nucleótidos, es decir, polinucleótidos. Si bien su composición química es muy similar, existen diferencias entre sus estructuras, que les confieren funciones diversas, tales como contener la información de la herencia genética, la biosíntesis de proteínas, la regulación de la expresión génicao la catálisis enzimática por ribozimas. Cuanto más complejas son sus estructuras, más diferentes y específicas son sus funciones biológicas.
Contribuyen a la estabilidad y complejidad de la estructura de los ácidos nucleicos, no solo enlaces covalentes, sino también puentes de hidrógeno, interacciones iónicas y fuerzas de Van der Waals. Estas fuerzas permiten la aparición de elementos estructurales únicos en los ácidos nucleicos, como los bucles en horquilla, las dobles o triples hélices, los palíndromos o la formación de híbridos ADN-ARN. Su naturaleza como polímeros les permite alcanzar longitudes considerables; por ejemplo, el genoma humano tiene una longitud aproximada de 3 mil millones de nucleótidos, es decir, 2 metros de longitud.Sin embargo, el genoma más largo conocido a fecha de 2024 mide 160 mi millones de nucleótidos, aproximadamente 100 metros.Su estructura también les permite interactuar con proteínas, diversificando aún más sus funciones biológicas. El ADN es capaz de empaquetarse al unirse con histonas para formar la cromatina dentro del núcleo celular, mientras que el ARN ribosómico se asocia a proteínas para crear los ribosomas. 
La biología estructural es la disciplina científica que estudia la determinación de estructuras, mediante métodos como la espectroscopía de resonancia magnética nuclear, la crio-microscopía electrónica o la cristalografía de rayos X. Este último método fue el que permitió la determinación por primera vez de las estructuras secundarias del ADN, por James D. Watson y Francis Crick en 1953, y del ARN, por Alex Rich y David Davies en 1956.
La estructura de los ácidos nucleicos se divide en cuatro niveles diferentes: primaria, secundaria, terciaria y cuaternaria. 

## Estructura primaria

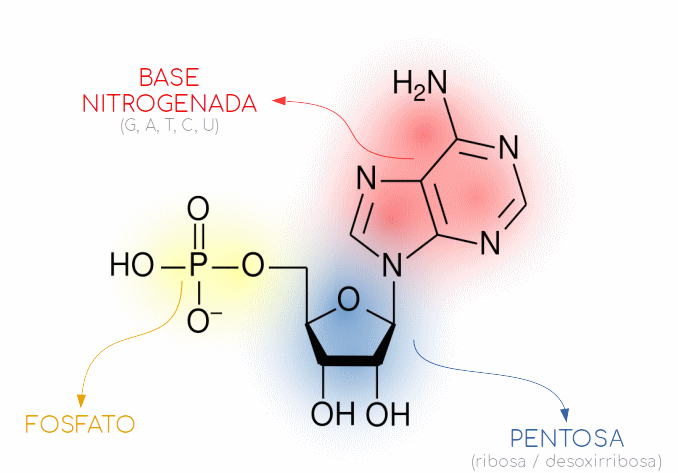
Estructura ejemplo de un nucleótido.

La estructura primaria consiste en una secuencia lineal de nucleótidos, unidos entre sí por enlaces fosfodiéster. Cada nucleótido se compone de:
- Una base nitrogenada, que puede ser cualquiera de las siguientes:
  - Adenina
  - Citosina
  - Guanina
  - Timina (Solo presente en el ADN)
  - Uracilo (Solo presente en el ARN)
- Una pentosa, que puede ser:
  - Desoxirribosa (En el ADN)
  - Ribosa (En el ARN)
- Un grupo fosfato

Estructura primaria del ADN. Los nucleótidos se disponen en una estructura lineal.

Las bases nitrogenadas se pueden clasificar en purinas (adenina y guanina) y pirimidinas (citosina, timina y uracilo), presentando diferencias estructurales y por lo tanto, afectando a la correcta morfología de estructuras superiores. Las purinas tienen un enlace N-glicosídico entre el noveno nitrógeno y el primer hidroxilo de la pentosa, mientras que en las pirimidinas es el primer nitrógeno el que participa en el enlace. La unión de una base nitrogenada y una pentosa crea un nucleósido. Cada nucleósido se une a un grupo fosfato mediante un enlace éster entre el quinto hidroxilo de la pentosa y uno de los oxígenos del fosfato, creando un nucleótido. Si dos o más nucleótidos se unen mediante enlaces fosfodiéster entre un fosfato (extremo 5') y el tercer hidroxilo de otro (extremo 3'), se forma un dinucleótido o un polinucleótido respectivamente. La secuencia de un ácido nucleico se representa siempre en el sentido 5' → 3', utilizando la siglas de las bases nitrogenadas, véase ACTG en el ADN o ACUG en el ARN. Una nomenclatura alternativa es usando las tres primeras letras de sus nombres: Ade-Cyt-Thy-Gua o Ade-Cyt-Ura-Gua. Los grupos fosfato se encuentran ionizados con carga negativa en las condiciones de pH celular normales, lo cual confiere un carácter ácido a los ácidos nucleicos, puede proteger las bases nitrogenadas de la hidrólisis y permite interacciones electroestáticas con otras moléculas. Todas estas características son esenciales para la estabilidad de la estructura secundaria.

## Estructura secundaria

Estructura secundaria del ADN. Las interacciones mediante puentes de Hidrógeno entre dos cadenas de polinucleótidos permite la formación del ADN de doble hebra.

La estructura secundaria es el conjunto de interacciones entre las bases nitrogenadas. La existencia de grupos amino y cetona en las bases nitrogenadas permite la formación de enlaces de hidrógeno entre ellas, y esto a su vez, el apareamiento de pares de bases dentro de la misma cadena o diferentes cadenas de ácido nucleico. Cuando nos referimos al apareamiento completo entre dos cadenas de polinucleótidos, hablamos de hibridación de ácidos nucleicos. La hibridación supone que las dos secuencias involucradas son complementarias y antiparalelas entre sí.

### ADN
El ADN tiene una estructura secundaria característica en forma de doble hélice o bicatenario, como consecuencia de la hibridación de dos cadenas de ADN. Estas se enrollan entre sí alrededor de un eje imaginario, conteniendo las bases nitrogenadas en el interior, casi perpendicularmente a este eje y apiladas una encima de la otra; mientras que los grupos fosfato quedan expuestos como un esqueleto externo. La doble hélice en su conjunto se estabiliza por la existencia de enlaces de hidrógeno y fuerzas de Van der Waals por el apilamiento de las bases nitrogenadas.

### ARN

Ejemplo de estructura secundaria de ARN, un tallo-bucle. Las bases complementarias se emparejan dejando un extremo sin emparejamientos en forma de "codo".

La estructura secundaria del ARN consiste en una sola cadena de polinucleótido, la cual hibrida consigo misma en las regiones complementarias. Esto genera elementos estructurales característicos como:
- Hélices. Ocurren cuando dos regiones dentro de la misma cadena de ARN son complementarias, pueden plegarse e hibridarse.[11]
- Tallo-Bucles (También llamados bucles en horquilla o, simplemente, bucles). Ocurren cuando una hélice intra catenaria termina en una región de bases nitrogenadas desemparejadas, formando un "codo".[12]
- Pseudonudos. Ocurren cuando las bases en el codo de un bucle se emparejan con las de otro bucle, a veces incluso involucrando a un tercer bucle.[13]

## Estructura terciaria

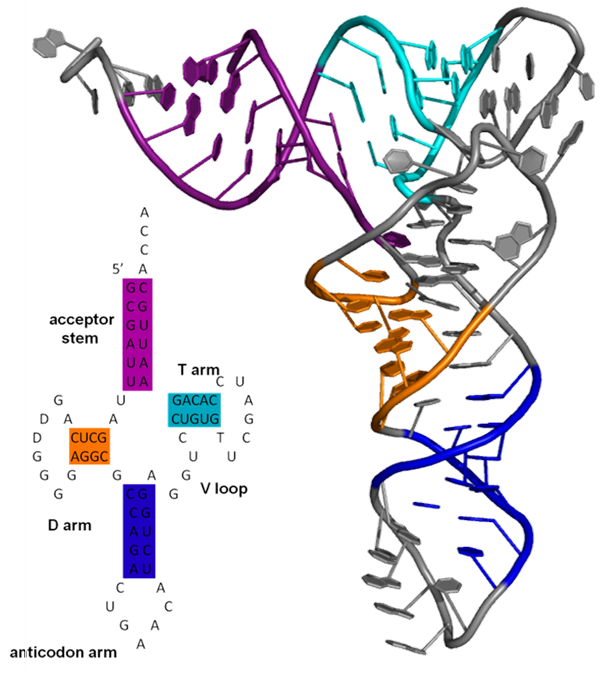
Estructura del ARN transferente (ARNt). Ejemplo de estructura terciaria. La complementariedad entre nucleótidos de la misma hebra genera estructuras secundarias. estas se organizan en diferentes dominios que se pliegan entre sí.

La estructura terciaria se refiere a la ubicación de los átomos en el espacio tridimensional, teniendo en cuenta las limitaciones geométricas y estéricas de la estructura secundaria.

### ADN
Existen 4 características del ADN que pueden diferir:
1. Orientación del giro de la doble hélice: levógira o dextrógira
2. Longitud de cada giro de la hélice
3. Número de par de bases por giro
4. Diferencia de tamaño entre las hendiduras mayor y menor

La estructura terciaria de la doble hélice del ADN tiene tres organizaciones posibles: ADN-B, ADN-A y ADN-Z. Se ha comprobado la existencia de estructuras en triple hélice del ADN en regiones con secuencias repetitivas polipurina - polipirimidina de satélites y microsatélites.[cita requerida]
El ADN-B es la forma más común del ADN in vivo en la naturaleza, teniendo una hélice más estrecha y elongada que el ADN-A. Su hendidura mayor más ancha permite más accesibilidad a las proteínas. Por otra parte, tiene una hendidura menor más estrecha. Las altas concentraciones de moléculas de agua y la hidratación de la hendidura menor, son factores favorables para la estructura del ADN-B. Las bases nitrogenadas se sitúan casi perpendicularmente al eje de la hélice.
El ADN-A es una forma del ADN presente en condiciones de deshidratación. Es más corto y ancho que el ADN-B. Las dobles hélices de ARN adoptan esta estructura; los ácidos nucleicos híbridos ADN-ARN contienen principalmente ADN-A, aunque también se han observado especímenes con ADN-B. Las hélices monocatenarias de ARN, sin presencia de ADN, también pueden conformar esta estructura. El ADN-A tiene una hendidura mayor más estrecha y profunda, lo cual dificulta el acceso de proteínas. Por otra parte, la hendidura menor más ancha sí permite acceso de proteínas, aunque con menor información genética. Las bajas concentraciones de agua favorecen esta estructura; las bases nitrogenadas se encuentran inclinadas y desplazadas respecto al eje de la hélice.
El ADN-Z es una conformación relativamente rara y levógira del ADN. Dada su secuencia y tensión estructural, puede surgir en condiciones in vivo, aunque su función biológica no esta clara. La hélice es más estrecha y alargada que en el ADN-A y ADN-B, mientras que la hendidura mayor no existe, solo una hendidura menor. Las altas concentraciones de sales favorecen esta estructura.

## Estructura cuaternaria

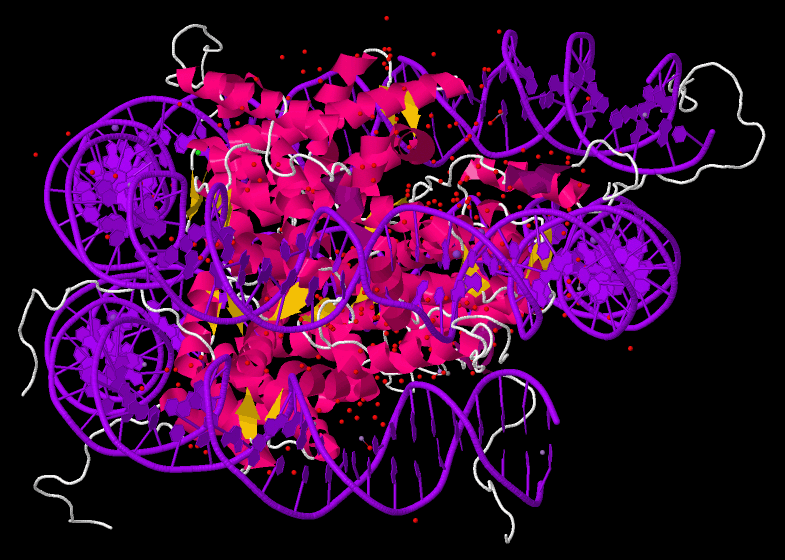
Estructura de un nucleosoma. El ADN (en morado) rodea en espiral las histonas (en rosa).

La estructura cuaternaria es la organización de más alto nivel de los ácidos nucleicos y se refiere a las interacciones de estos con otras moléculas. En el caso del ADN, mediante la interacción de este con proteínas histonas se forman los nucleosomas, que actúan como la unidad estructural de la cromatina.
Por otra parte, en el caso del ARN, las estructuras cuaternarias son menos frecuentes que en ADN o proteínas. Dos ejemplos característicos de estructura cuaternaria son los ribosomas, donde el ARNr se asocia con proteínas ribosómicas, y el espliceosoma, donde el ARNsn interacciona con ribonucleoproteínas.